# Säffle Flygklubb
Säffle Flygklubb, förkortat Säffle FK, bedriver segelflygverksamhet på Säffle flygplats, 5 km söder om Säffle. Säffle Flygklubb förvaltar Säffle flygplats, som ägs av Säffle kommun. Klubben bildades 1961 och har ca 20 medlemmar.

## Flygplan
I klubben finns i nuläget tre flygplan. 
- SE-VPV, Ultralätt motorplan , EV97, Evektor Eurostar. Klubbägd.
- SE-TSL, segelflygplan, Pilatus B4, privatägd men kan brukas av klubbens medlemmar
- SE-TLI, segelflygplan, Bergfalke 4, 2 sitsig,  används för skolning och pr starter, klubbägd.

## Verksamhet
Idag är det huvudsakligen det ultralätta motorplanet SE-VPV som används i klubbens verksamhet, exempelvis vid prova på-lektioner och vid utbildning av flygelever till UL certifikat samt vid bogsering av segelflygplan. Klubbens flygverksamheten pågår under året så länge fältförhållandena tillåter. Klubben har egna motorlärare, segelflyglärare och segelflygtekniker, och utbildar fortlöpande nya elever.

## Klubblokaler
Klubbens lokaler ligger i direkt anslutning till Säffle flygplats och består av en klubbstuga och två hangarer. I stora hangaren har klubben sin bygglokal.